# تقرن الجلد الراحي الأخمصي
تقرن الجلد الراحي الأخمصي يشمل مجموعة متغايرة من الاضطرابات التي تتميز بسماكة غير طبيعية للطبقة المتقرنة في الراحتين والأخمصين.
وُصفت جميع الأشكال الصبغية المتنحية، والسائدة، والمرتبطة بالصبغي إكس، والمكتسبة.

## الأنماط
يمكن تحديد ثلاثة أنماط سريرية مميزة من تقرن الجلد الراحي الأخمصي: منتشر وبؤري ومنقط.

### المنتشر
تقرن الجلد الراحي الأخمصي المنتشر هو نمط من تقرن الجلد الراحي الأخمصي يتميز بفرط تقرن متساوٍ وسميك ومتماثل على كامل راحة اليد وأخمص القدم، وعادةً ما يظهر عند الولادة أو في الأشهر القليلة الأولى من الحياة. كما ذُكر سابقًا، تقرن الجلد الراحي الأخمصي المنتشر هو اضطراب وراثي جسمي سائد يقتصر فيه فرط التقرن على راحة اليدين وأخمص القدمين.

### البؤري
تقرن الجلد الراحي الأخمصي البؤري هو نمط من تقرن الجلد الراحي الأخمصي تتطور فيه كتل كبيرة ومضغوطة من الكيراتين في مواقع الاحتكاك المتكرر، بشكل أساسي على القدمين، وقد يظهر نمط من مسامير الجلد الذي قد تكون قرصية أو خطية الشكل على الراحتين ومناطق أخرى. 

### المنقط
تقرن الجلد الراحي الأخمصي المنقط هو نمط من تقرن الجلد الراحي الأخمصي تنتشر فيه تقرنات «شبيهة بقطرات المطر» على السطح الراحي والأخمصي، وقد يشمل آفات جلدية تنتشر على كامل السطح الراحي الاخمصي، أو قد تكون محدودة التوزع.

### أنماط متفرقة
تقرن الجلد الراحي الأخمصي والشلل السفلي التشنجي (المعروف أيضًا باسم «مرض شاركو-ماري-توث الذي يترافق مع تقرن الجلد الراحي الأخمصي وحثل الظفر») هو حالة تنتقل بوراثة سائدة جسمية أو مرتبطة بالكروموسوم إكس تبدأ في الطفولة المبكرة مع تقرن جلدي بؤري سميك على الأخمصين، وبدرجة أقل، الراحتين.
تقرن الجلد الراحي الأخمصي لسايبرت، المعروف أيضًا باسم «تقرن الجلد الراحي الأخمصي لغريثر» و«متلازمة غريثر» و«تقرن الأطراف المترقي الوراثي» و«تقرن الجلد الراحي الأخمصي العابر والمترقي»، هو نمط جسمي سائد نادر من تقرن الجلد (حالة جلدية تتضمن تشكلات قرنية) مع إصابة شديدة متناظرة على كامل السطح الراحي والأخمصي بتوزع قفازي وجوربي. وصفه ألويس غريثر في عام 1952. وصفته أيضًا فيرجينيا سايبرت في عام 1988. وُصف أيضًا شكل متنحي جسمي عُرف باسم داء مليدا. يرتبط هذا النمط بطفرات في جين إس إل يو آر بّي 1.
تقرن الجلد مائي المنشأ، يُعرف أيضًا باسم تقرن الجلد الراحي الأخمصي المكتسب، أو تقرن جلد الأطراف الحطاطي الشاف العابر، أو تقرن جلد الأطراف الحقني مائي المنشأ، أو تجعد الجلد الراحي مائي المنشأ، هو حالة جلدية تتميز بتشكل حطاطات بيضاء على راحة اليد بعد التعرض للماء. تسبب الحالة تهيجًا في راحة اليد عند لمس مواد معينة بعد التبلل، مثل الورق والقماش. تبين ارتباط هذه الحالة بالتليف الكيسي. يشير الارتباط بالتليف الكيسي إلى زيادة محتوى الأملاح في الجلد.

## علم الوراثة
تبين ارتباط تقرن الجلد الراحي الأخمصي الحال للبشرة بجيني الكيراتين 9 والكيراتين 16.
تبين ارتباط تقرن الجلد الراحي الأخمصي غير الحال للبشرة بجيني الكيراتين 1 والكيراتين 16.

## العلاج
عادةً ما يشمل العلاج الشائع لهذه الحالة أحد أنواع الكريمات التي ترطب الجلد القاسي. لا يوجد علاج شافٍ لهذا المرض حتى هذه اللحظة.